# Torneo Acropolis 1987
Il Torneo Acropolis 1987 si è svolto dal 18 al 20 giugno 1987.

Gli incontri si sono svolti nell'impianto ateniese "Palasport della Pace e dell'Amicizia".

## Squadre partecipanti
1. Canada
2. Cecoslovacchia
3. Grecia
4. Jugoslavia

## Risultati
| Atene 18 giugno | Jugoslavia | 101 – 90 | Canada | Stadio della pace e dell'amicizia |

| Atene 18 giugno | Grecia | 95 – 81 | Cecoslovacchia | Stadio della pace e dell'amicizia |

| Atene 19 giugno | Grecia | 111 – 105 | Canada | Stadio della pace e dell'amicizia |

| Atene 19 giugno | Jugoslavia | 104 – 78 | Cecoslovacchia | Stadio della pace e dell'amicizia |

| Atene 20 giugno | Canada | 79 – 86 | Cecoslovacchia | Stadio della pace e dell'amicizia |

| Atene 20 giugno | Grecia | 88 – 101 | Jugoslavia | Stadio della pace e dell'amicizia |

## Classifica Finale
| -  | Team           | Pt | V - P |
| -- | -------------- | -- | ----- |
| 1. | Jugoslavia     | 6  | 3 - 0 |
| 2. | Grecia         | 4  | 2 - 1 |
| 3. | Cecoslovacchia | 2  | 1 - 2 |
| 4. | Canada         | 0  | 0 - 3 |